# Videojuegos como servicio
En la industria de los videojuegos, los videojuegos como servicio (GaaS, del inglés: Games as a Service) consiste en proporcionar videojuegos, o contenido de videojuegos, bajo un modelo de pago continuo, de forma similar al software como servicio. GaaS es un modelo de monetización de videojuegos similar al que comercializa Netflix en la industria cinematográfica y que en ocasiones se utiliza en conjunto a la oferta de videojuegos gratuitos.
Durante el periodo de suscripción el usuario puede jugar a todos los videojuegos disponibles en la plataforma, como en PlayStation Now o en Stadia. Varios videojuegos publicados bajo el modelo GaaS suelen incluir microtransacciones asociadas a nuevos contenidos lo cual aumenta la rentabilidad de los mismos. Es por ello que se considera a estos videojuegos como videojuegos en desarrollo constante.

## Historia
La idea de los videojuegos como servicio comenzó en 2004 con la introducción de videojuegos multijugador masivo en línea (MMOG) como World of Warcraft, en donde por intermedio de suscripciones la empresa desarrolladora y la distribuidora se aseguran de un flujo continuo de ingresos que luego utilizan para producir nuevos contenidos. Desde entonces, nuevas formas de obtener ingresos a través de GaaS han emergido en la industria. Este es el caso de los videojuegos para móviles que a menudo incluyen un elemento social, como jugar o competir con amigos, y en donde los jugadores pagan suscripciones bajo este modelo. En los años 2007 y 2008 la empresa china Tencent fue una de las primeras empresas en implementar este tipo de servicios al monetizar varios de sus videojuegos para jugadores chinos;  desde entonces se ha convertido en la distribuidora de videojuegos con más ingresos del mundo.
Ejemplos de implementación de GaaS:

### Suscripciones a videojuegos.
Varios MMOG utilizan modelos de suscripción mensual. Con estos ingresos se mantienen las operaciones detrás del videojuego, como los costos de servidores, el personal de la empresa y el desarrollo de nuevos contenidos. Varios MMOG ofrecen un periodo de prueba sin costo alguno para que los jugadores puedan probar el videojuego antes de decidir si están interesados en pagar una suscripción. Desde el año 2014 este modelo ha perdido popularidad con los jugadores.

### Servicios de suscripción a plataformas de distribución de videojuegos.
Servicios como EA Play y Xbox Game Pass ofrecen a sus suscriptores acceso a una amplia biblioteca de videojuegos distribuidos de forma digital y sin limitación alguna. Los usuarios deben descargar los videojuegos a su ordenador o consola para poder jugarlos, lo cual podrán hacer siempre y cuando se mantengan suscriptos al servicio. Para mantener la oferta atractiva estas empresas frecuentemente añaden nuevos títulos a sus bibliotecas digitales, aunque lo contrario también ocurre y videojuegos previamente disponibles pueden ser eliminados. En ocasiones es posible comprar videojuegos sin relación a la suscripción, lo que permite al jugador jugar a los mismos en cualquier momento, sin importar si está conectado a la plataforma o si su suscripción ha finalizado.

### Videojuegos en la nube (Videojuegos bajo demanda).
Servicios como GeForce Now, Xbox Game Pass Ultimate o Playstation Plus Premium permiten a sus jugadores ejecutar juegos de forma remota lo que elimina la necesidad de que sus dispositivos cumplan con requisitos de hardware o se vean perjudicados por tener un ancho de banda limitado. También en este caso las compañías puede añadir o quitar videojuegos de la oferta a sus clientes. Se ha estimado que entre el 2017 y el 2026 este modelo tendrá una tasa de crecimiento anual del 27.2%.

### Microtransacciones.
Tal como su nombre lo indica, las microtransacciones son compras de bajo costo en relación con el precio de compra de un videojuego completo, sobre todo en lo que refiere a videojuegos AAA y los paquetes de expansión. A través de las mismas el jugador compra contenido adicional dependiendo del videojuego, por ejemplo mapas nuevos para videojuegos multijugador, armas, vehículos, ropa, armadura, power-ups, dinero dentro del videojuego (game currency) y cajas de botín. En general estos contenidos no son exclusivamente de pago y se pueden obtener simplemente jugando. Aun así, los videojuegos con microtransacciones están diseñados de tal forma que una parte de los jugadores preferirá comprar este contenido antes que jugar durante un largo tiempo para acceder al mismo (Grind). En ocasiones, la introducción de microtransacciones a alienado a los jugadores por considerarlas abusivas. Este modelo GaaS es el utilizado en videojuegos tan variados como Candy Crush Saga, League of Legends, las series de fútbol FIFA y eFootball, y Grand Theft Auto Online.

### Pases de temporada (Season Pass).
Los videojuegos con Season Pass ofrecen al jugador la posibilidad de comprar de antemano, en un solo pago, todos los contenidos a publicarse durante el curso de un año (la temporada). En general los Season pass benefician al comprador ya que el precio del mismo es menor al precio agregado de todos los contenidos a publicarse, aunque también pueden resultar negativos al desconocer el jugador la calidad de los contenidos futuros. Al mismo tiempo beneficia a la distribuidora al asegurarse estos ingresos de antemano. Los jugadores que no compren Season Pass pueden optar por comprar algunos contenidos por separado, o no comprar contenido alguno ya que su acceso al videojuego original seguirá disponible. Algunos videojuegos utilizando este modelo son Destiny, Destiny 2 y Tom Clancy's Rainbow Six: Siege. Otro modelo similar es el Battle Pass en donde el jugador recibe opciones de personalización tras completar desafíos dentro del juego, siempre y cuando haya comprado el Battle Pass. Algunos juegos que utilizan este modelo son Dota 2 y Fortnite Battle Royale.
Algunos videojuegos utilizando GaaS pueden combinar más de uno de los modelos mencionados. Este sería el caso de videojuegos a los que el jugador se conecta de forma diaria. Este tipo de videojuegos suelen rotar contenidos, programar eventos especiales y premiar al jugador con moneda del juego (en inglés: in-game currency) por su participación. Este es el caso de videojuegos como Destiny, Eternal y la mayoría de los MMOG.

## Las razones por las cuales se utiliza GaaS.
La razón principal para utilizar GaaS es la económica, ya que con este las empresas desarrolladoras y distribuidoras de videojuegos se aseguran un mayor flujo de ingresos, sobre todo al comparar los mismos con el modelo tradicional de vender un videojuego por un único pago, lo que se conoce en la industria como videojuegos como producto (del inglés: Games as a Product).
Si bien no todo jugador está dispuesto a desembolsar dinero adicional tras haber adquirido un videojuego siempre habrán algunos que sí lo hagan, lo cual sienta las bases para el modelo GaaS. Este modelo representa un medio por el cual los videojuegos pueden mejorar su reputación frente a críticos y jugadores al mantenerse en desarrollo continuo, utilizando los fondos obtenidos y al continuar comercializando los videojuegos de forma indefinida para así atraer nuevas ventas. Este es el caso de Diablo III el cual sufrió de contratiempos en sus comienzos y luego fue mejorado a través de los años.
Mientras que en un principio GaaS apunta a aumentar ingresos, el modelo también elimina temas legales relacionados con las licencias de software,  específicamente en lo que refiere a la propiedad de software versus la licencia para el uso del mismo. En muchos países la legislación sobre videojuegos no es lo suficientemente clara para poder discernir si los mismos deben ser considerados bienes o servicios.
En el caso de la legislación americana, si los videojuegos son tratados como bienes entonces los compradores obtienen varios derechos sobre los mismos, como la posibilidad de venderlos o intercambiarlos por otros bienes. La industria no ve con buenos ojos estas prácticas ya que sus ingresos se ven perjudicados; es por ello que la industria prefiere ofrecer sus videojuegos como servicio, sin relación a si son vendidos por vía digital o en un comercio.
Las empresas suelen agregar al acuerdo de licencia de usuario final cláusulas que limitan la libertad del usuario para la reventa del producto, pese a que estas cláusulas no están amparadas por la ley americana. Por contraste, al servirse de GaaS, en donde los videojuegos pasan a ser un servicio, las empresas desarrolladoras y las empresas distribuidoras mantienen un mayor control legal sobre el uso de sus videojuegos y sobre lo que los jugadores pueden hacer con los mismos. Por ejemplo, en tal caso las empresas pueden limitar la posibilidad de que los usuarios presenten demandas colectivas.
Otra razón por la cual se utiliza GaaS es para reducir la piratería. En el caso de los videojuegos en la nube la misma es prácticamente eliminada.

## El impacto de Gaas en la industria de los videojuegos.
En 2016 la firma Digital River estimó que el 25% de los ingresos por videojuegos para ordenador fueron ingresos que provenían de GaaS. La firma argumentó que esto demuestra que los consumidores esperan más de los videojuegos y el mercado ha madurado lo suficiente para monetización a través de GaaS. Varias empresas de la industria, como Square Enix, Ubisoft y Electronic Arts, ya han identificado a GaaS como una parte integral de sus operaciones durante 2017, mientras que otras, como Activision Blizzard y Take-Two Interactive, reconocen la importancia que mantener sus videojuegos como servicio pueda tener sobre su rentabilidad.
En lo que refiere a los videojuegos indies, GaaS se encuentra aún en vías de desarrollo y su potencial aún no ha sido explotado.
En 2018 un estudio realizado por la consultora DFC Intelligence, mencionó que el valor de mercado de Electronic Arts subió de $4 mil millones a $33 mil millones desde 2012, que el de Activision Blizzard subió de $20 mil millones a $60 mil millones en el mismo periodo y que ambos aumentos estaban en parte relacionados con la utilización de GaaS en sus catálogos de videojuegos. En 2018, Electronic Arts tuvo ganancias netas de $2 mil millones exclusivamente relacionadas con GaaS.